# Antoni Jan Sabatowski
Antoni Jan Sabatowski, ps. dr. Antoni (ur. 30 kwietnia 1880 w Brzeżanach, zm. 28 maja 1967 w Gliwicach) – polski lekarz, profesor balneologii, działacz społeczny.

## Życiorys
Syn Antoniego (1845-1941), sędziego i Ludwiki Gołębskiej. W latach 1891–1898 uczęszczał do Gimnazjum Ojców Jezuitów w Chyrowie, gdzie zdał maturę. W latach 1898–1904 studiował medycynę na Uniwersytecie Franciszkańskim we Lwowie. W latach 1904–1905 odbył praktykę kliniczną u Edmunda von Neussera w Wiedniu. Specjalizację z zakresu balneologii uzyskał pod okiem Antoniego Gluzińskiego. W latach 1906–1914 pracował jako asystent w Klinice Internistycznej Uniwersytetu Franciszkańskiego. W latach 1909–1914 dojeżdżał jako lekarz uzdrowiskowy do pracy w Morszynie. W czasie I wojny zmobilizowany do wojska austriackiego jak lekarz. W listopadzie 1918 przedarł się do Lwowa i brał udział w jego obronie także jako lekarz. W Wojsku Polskim służył do 1921 został mianowany na stopień podpułkownika rezerwy lekarza ze starszeństwem z 1 czerwca 1919. Był oficerem rezerwowym 6 Batalionu Sanitarnego. W latach 1921–1926 pracował jako asystent Zakładu Patologii Ogólnej i Doświadczalnej Uniwersytetu Jana Kazimierza we Lwowie. Habilitował się w 1923 z klimatologii i hydrologii lekarskiej kierunkiem Mariana Frankego na podstawie pierwszego w Polsce podręcznika Klimatoterapia oraz hydroterapia ogólna i zdrojowiskowa z opisem polskich uzdrowisk. W latach 1924–1939 wykładał w Katedrze Medycyny Wewnętrznej Uniwersytetu Lwowskiego. Po wybuchu II wojny pracował do 1941 w ukraińskim Instytucie Medycznym we Lwowie, po wejściu Niemców do Lwowa do 1944 pełnił funkcję konsultanta uzdrowisk w dorzeczu Prutu. Działał w ZWZ – AK będąc do 26 maja 1944 szefem sanitarnym Komendy Okręgu a następnie do 31 lipca 1944 Komendy Obszaru nr 3 AK. W 1945 przeniósł się do Krakowa gdzie pracował jako profesor tytularny od 1946 Uniwersytetu Jagiellońskiego, a od 1950  Akademii Medycznej w Krakowie wykładając balneologię i lecznictwo uzdrowiskowe. Po przejściu na emeryturę zamieszkał w Gliwicach. Pochowany został na Cmentarzu Centralnym w Gliwicach.

## Życie prywatne
Był żonaty z Marią z Winiarzów. Jego córka Julia (1906-1991) w 1929 będąc studentką geografii poślubiła Henryk Teisseyre'a, jego wnukami byli profesorowie Juliusz Teisseyre i Andrzej Karol Teisseyre.

## Prace naukowe
Autor prac naukowych: "Klimatoterapia oraz hydroterapia ogólna i zdrojowiskowa z opisem polskich uzdrowisk" (1923), "O gruźlicy" (1924), "Człowiek, a jego klimat świetlny" (1926), "Lecznictwo uzdrowiskowe w zarysie" (1947), "Gazy techniczne" (1950), "Bezpieczeństwo pracy w zakładach przemysłu sodowego" (1956, wraz ze Stanisławem Gąsiorowskim i Franciszkiem Kubalą).

## Ordery i odznaczenia
- Krzyż Kawalerski Orderu Odrodzenia Polski (1954)[6]
- Krzyż Komandorski Orderu Odrodzenia Polski (1958)
- Złoty Krzyż Zasługi
- Medal Niepodległości
- Krzyż Oficerski Orderu Gwiazdy Rumuńskiej